# Carlalberto Ludi
Carlalberto Ludi (Viadana, 24 dicembre 1982) è un dirigente sportivo ed ex calciatore italiano, di ruolo difensore, direttore sportivo del Como.

## Caratteristiche tecniche
È un difensore centrale.

## Carriera

### Calciatore
Cresciuto nelle giovanili di Lazio e Parma, la sua carriera si dipana attraverso varie squadre di Serie C1 e C2, fino ad approdare nel 2006 al Novara. Immediatamente titolare, accompagna la sua squadra nella risalita fino alla Serie A.
Esordisce in massima serie l'11 settembre 2011, in occasione del pareggio esterno del Novara contro il Chievo terminato sul punteggio di 2-2.
Durante la stagione 2015/2016 della Serie B annuncia il suo ritiro dal calcio al termine della stagione.

### Dirigente sportivo
Il 28 novembre 2016 si diploma al Centro tecnico federale di Coverciano come direttore sportivo.
Il 24 maggio 2018, dopo due stagioni in cui ha ricoperto i ruoli di collaboratore tecnico e responsabile tecnico della squadra Primavera, diventa il nuovo direttore sportivo del club piemontese Novara.
Si dimette dalla carica di direttore sportivo il 18 marzo 2019.
Il 23 maggio 2019 diventa il nuovo direttore sportivo del Como, neopromosso in Serie C.
Il 12 febbraio 2021 assume la carica di direttore generale del club lariano, in quella stagione sportiva il Como conquista la promozione in Serie B, vincendo il proprio girone di Serie C grazie alla vittoria sull'Alessandria ottenuta il 25 maggio 2021. 
Nella stagione 2023/24 il Como, dopo due salvezze consecutive, conquista la promozione in Serie A che mancava da 21 anni.

## Statistiche

### Presenze e reti nei club
| Stagione        | Squadra         | Campionato      | Campionato | Campionato | Coppe nazionali | Coppe nazionali | Coppe nazionali | Coppe continentali | Coppe continentali | Coppe continentali | Altre coppe | Altre coppe | Altre coppe | Totale | Totale |
| Stagione        | Squadra         | Comp            | Pres       | Reti       | Comp            | Pres            | Reti            | Comp               | Pres               | Reti               | Comp        | Pres        | Reti        | Pres   | Reti   |
| --------------- | --------------- | --------------- | ---------- | ---------- | --------------- | --------------- | --------------- | ------------------ | ------------------ | ------------------ | ----------- | ----------- | ----------- | ------ | ------ |
| 2000-2001       | Parma           | A               | 0          | 0          | CI              | 0               | 0               | CU                 | 0                  | 0                  |             | -           | -           | 0      | 0      |
| 2001-2002       | Pisa            | C1              | 30         | 1          | CI-C            | 2               | 0               | -                  | -                  | -                  | -           | -           | -           | 32     | 1      |
| 2002-gen. 2003  | Reggiana        | C1              | 0          | 0          | CI-C            | 0               | 0               | -                  | -                  | -                  | -           | -           | -           | 0      | 0      |
| gen.-giu. 2003  | Brescello       | C2              | 8          | 1          | CI-C            | -               | -               | -                  | -                  | -                  | -           | -           | -           | 8      | 1      |
| 2003-2004       | Prato           | C1              | 20         | 0          | CI-C            | 3               | 0               | -                  | -                  | -                  | -           | -           | -           | 23     | 0      |
| 2004-2005       | Pro Vercelli    | C2              | 21+1       | 0          | CI-C            | 4               | 1               | -                  | -                  | -                  | -           | -           | -           | 25     | 1      |
| 2005-2006       | Montevarchi     | C2              | 30+2       | 2          | CI-C            | 5               | 0               | -                  | -                  | -                  | -           | -           | -           | 35     | 2      |
| 2006-2007       | Novara          | C1              | 21         | 0          | CI+CI-C         | -+2             | -+1             | -                  | -                  | -                  | -           | -           | -           | 23     | 1      |
| 2007-2008       | Novara          | C1              | 23         | 2          | CI-C            | 4               | 0               | -                  | -                  | -                  | -           | -           | -           | 27     | 2      |
| 2008-2009       | Novara          | 1D              | 29         | 0          | CI+CI-LP        | 2+3             | 0               | -                  | -                  | -                  | -           | -           | -           | 34     | 0      |
| 2009-2010       | Novara          | 1D              | 25         | 0          | CI+CI-LP        | 4+0             | 0               | -                  | -                  | -                  | SL-PD       | 1           | 1           | 30     | 1      |
| 2010-2011       | Novara          | B               | 36+3       | 1          | CI              | 1               | 0               | -                  | -                  | -                  | -           | -           | -           | 40     | 1      |
| 2011-2012       | Novara          | A               | 10         | 0          | CI              | 2               | 0               | -                  | -                  | -                  | -           | -           | -           | 12     | 0      |
| 2012-2013       | Novara          | B               | 28+2       | 0          | CI              | 0               | 0               | -                  | -                  | -                  | -           | -           | -           | 30     | 0      |
| 2013-2014       | Novara          | B               | 24         | 1          | CI              | 2               | 0               | -                  | -                  | -                  | -           | -           | -           | 26     | 1      |
| 2014-2015       | Novara          | LP              | 0          | 0          | CI+CI-LP        | -               | -               | -                  | -                  | -                  | SL-LP       | 0           | 0           | 0      | 0      |
| 2015-2016       | Novara          | B               | 3          | 0          | CI              | 0               | 0               | -                  | -                  | -                  | -           | -           | -           | 3      | 0      |
| Totale Novara   | Totale Novara   | Totale Novara   | 199+5      | 4          |                 | 20              | 1               |                    | -                  | -                  |             | 1           | 1           | 225    | 6      |
| Totale carriera | Totale carriera | Totale carriera | 316        | 8          |                 | 34              | 2               |                    | 0                  | 0                  |             | 1           | 1           | 351    | 11     |

## Palmarès

### Club

#### Competizioni nazionali
- Lega Pro Prima Divisione: 1

Novara: 2009-2010
- Supercoppa di Lega di Prima Divisione: 1

Novara: 2010
- Lega Pro: 1

Novara: 2014-2015
- Supercoppa di Lega Pro: 1

Novara: 2015